# Mother Love vs Gold
Mother Love vs Gold è un cortometraggio muto del 1913 sceneggiato, diretto e interpretato da William Duncan. Tra gli interpreti del film, il famoso attore-cowboy Tom Mix con il suo fedele cavallo Old Blue.

## Produzione
Il film fu prodotto dalla Selig Polyscope Company.

## Distribuzione
Distribuito dalla General Film Company, il film - un cortometraggio in una bobina che aveva il sottotitolo Outlaws Outwitted - uscì nelle sale cinematografiche statunitensi il 23 dicembre 1913.